# Wilhelm Meyer (Politiker, 1835)
Johann Peter Wilhelm Meyer (* 29. Januar 1835 in Manderscheid; † 21. März 1900 in Malstatt) war ein deutscher Politiker und Bürgermeister von Malstatt-Burbach (1866–1900).

## Leben

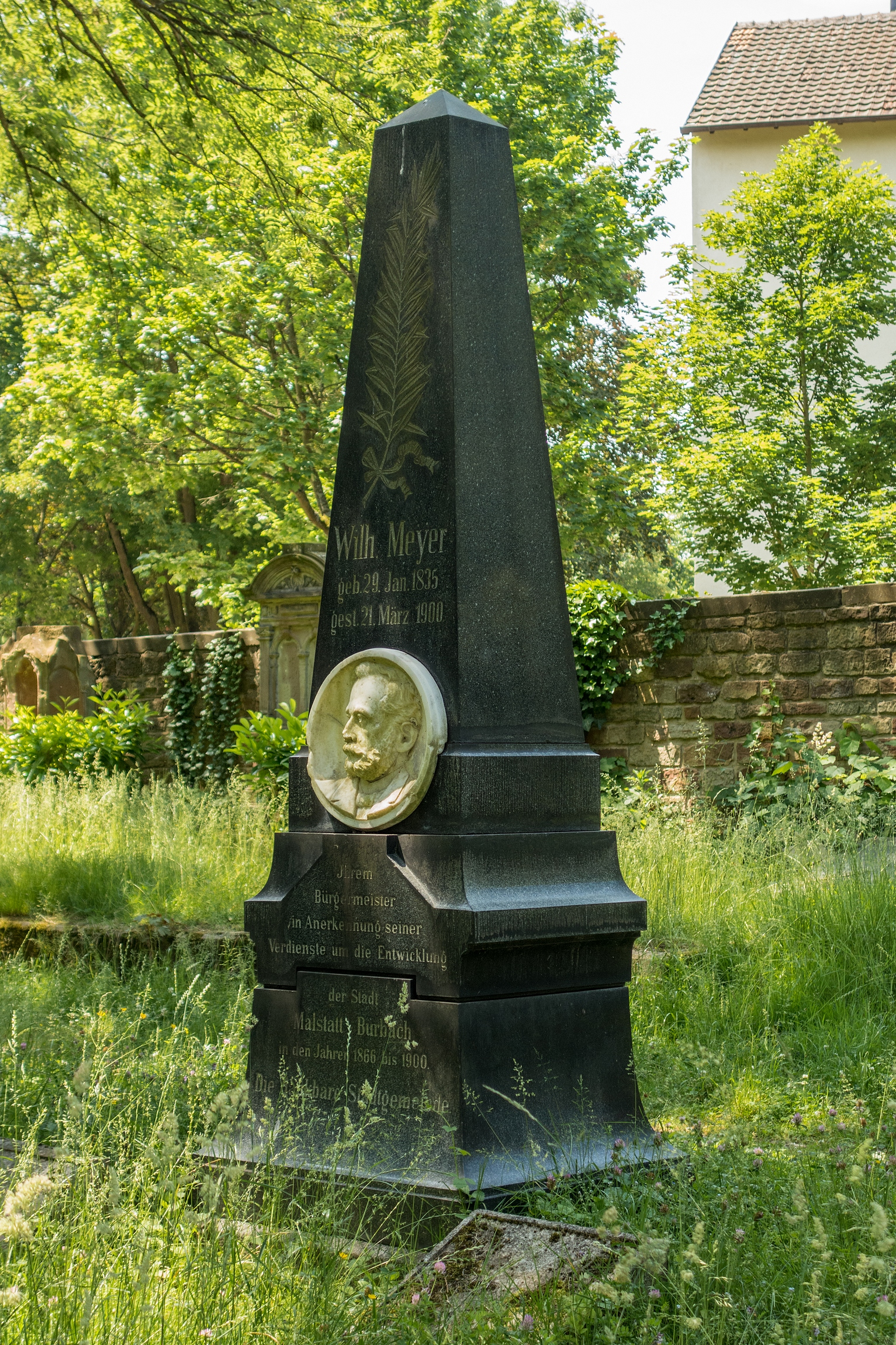
Das Ehrengrab von Wilhelm Meyer auf dem Alten Malstatter Friedhof

Sein Vater war Franz Georg Jakob Meyer, Bürgermeister an seinem Geburtsort, von seiner Mutter ist nichts überliefert.
Er heiratete Maria geb. Müller (1850–1929) aus Saarlouis, aus der Ehe ging der Sohn Wilhelm (1871–1920) hervor.
Am 23. November 1864 erfolgte seine Ernennung zum Zivilsupernumerar (vergleichbar mit einem Beamtenanwärter in der heutigen Zeit) bei der Regierung zu Trier, er blieb dies bis zum 3. November 1866. Malstatt wurde zu dieser Zeit in Personalunion von der in Alt-Saarbrücken ansässigen Bürgermeisterei der preußischen Rheinprovinz verwaltet. Der dort amtierende Bürgermeister Johann Carl Schmidtborn bat um teilweise Entbindung von seinen Amtsgeschäften und der Ausgliederung des bevölkerungsmäßig stark anwachsenden Malstatts und wirtschaftlich aufstrebenden Burbachs als eigenständige Kommune. Seinem Gesuch wurde zum 17. Oktober 1866 stattgegeben. Nachfolgend konstituierte sich in Malstatt eine selbständige Verwaltung, die am 7. November 1866 den Gemeinderatsbeschluss zur Einstellung eines besoldeten Bürgermeisters fasste. Am 17. November 1866 folgte Meyers Ernennung zum kommissarischen Bürgermeister durch die Trierer Bezirksregierung auf Wunsch des Gemeinderates, am 30. November 1866 seine Amtseinführung, und zum 24. Juli 1867 seine definitive Ernennung. Nach Einführung der Rheinischen Städteordnung erhielt Malstatt zum 3. Mai 1875 weitergehende kommunale Selbstverwaltungsrechte, was für Meyer am 3. Juni 1875 seine Bestallung im Amt und damit Ernennung zum Bürgermeister auf Lebenszeit bedeutete. Am 1. März 1900 kündigte Meyer nach fast 34 Amtsjahren dem Stadtrat seinen Rücktritt an, jedoch erlebte er selbst den Tag seiner zum 1. Oktober des Jahres vorgesehenen Entpflichtung nicht mehr.
Wilhelm Meyer wurde auf dem Alten Malstatter Friedhof in einem Ehrengrab beigesetzt.

## Ehrungen
- Roter Adlerorden 4. Klasse

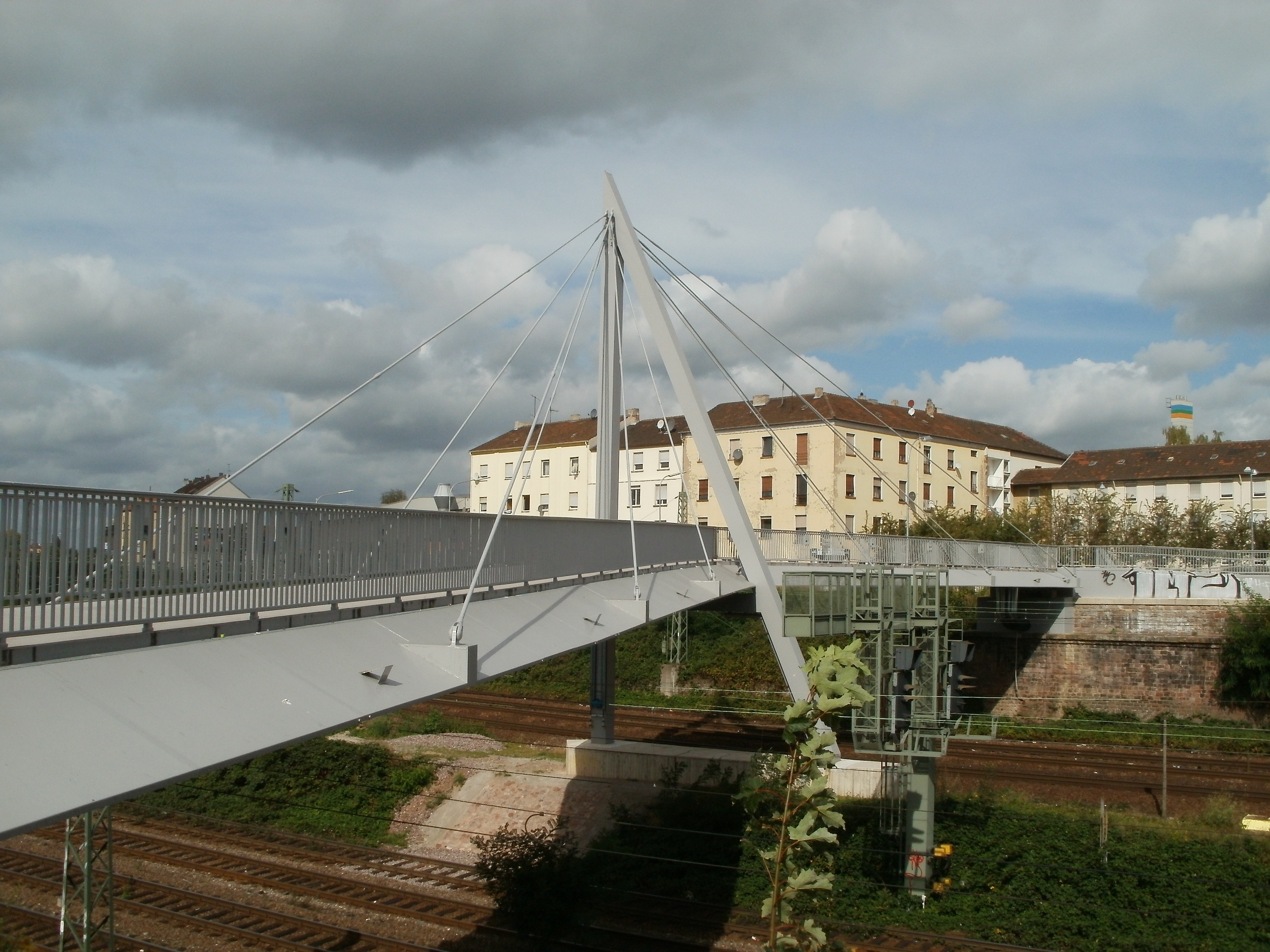
Wilhelm-Meyer-Brücke in Malstatt

- Nach ihm wurden die Wilhelm-Meyer-Brücke und die Wilhelm-Meyer-Straße im heutigen Saarbrücker Stadtteil Malstatt benannt.